# Lohr
Lohr település Franciaországban, Bas-Rhin megyében. Lakosainak száma 468 fő (2022. január 1.). Lohr Bust, Eschbourg, Ottwiller, Petersbach, La Petite-Pierre, Schœnbourg és Siewiller községekkel határos.

## Népesség
A település népességének változása:
| Lakosok száma | 500  | 497  | 504  | 498  | 498  | 515  | 516  | 492  | 468  |
|               | 2013 | 2015 | 2016 | 2017 | 2018 | 2019 | 2020 | 2021 | 2022 |